# Чинови Војске Србије
Чинови Војске Србије настали су након референдума о независности Црне Горе 2006. Већина чинова махом одговара чиновима некадашње Војске Србије и Црне Горе, док се користе потпуно нове ознаке које је осмислио мајор Јовица Милак. Неки чинови, попут морнаричких као и чинова капетана прве класе и водника прве класе били су према новом закону избачени, али су потом враћени крајем децембра 2019. године. Од 2006. додат је нови чин бригадног генерала, односно у Речној флотили чин комодора адмирала.

## Чинови
| Копнена војска (КоВ)            | Ратно ваздухопловство и противваздухопловна одбрана (РВиПВО) | Речна флотила (РФ)        |
| ------------------------------- | ------------------------------------------------------------ | ------------------------- |
| Официри                         |                                                              |                           |
| Генерали и адмирали             |                                                              |                           |
| Генерал                         | Генерал                                                      | Адмирал                   |
| Генерал-потпуковник             | Генерал-потпуковник                                          | Вице-адмирал              |
| Генерал-мајор                   | Генерал-мајор                                                | Контра-адмирал            |
| Бригадни генерал                | Бригадни генерал                                             | Комодор                   |
| Виши официри                    |                                                              |                           |
| Пуковник                        | Пуковник                                                     | Капетан бојног брода      |
| Потпуковник                     | Потпуковник                                                  | Капетан фрегате           |
| Мајор                           | Мајор                                                        | Капетан корвете           |
| Нижи официри                    |                                                              |                           |
| Капетан прве класе              | Капетан прве класе                                           | Поручник бојног брода     |
| Капетан                         | Капетан                                                      | Поручник фрегате          |
| Поручник                        | Поручник                                                     | Поручник корвете          |
| Потпоручник                     | Потпоручник                                                  | Потпоручник               |
| Подофицири                      |                                                              |                           |
| Виши подофицири                 |                                                              |                           |
| Заставник прве класе            | Заставник прве класе                                         | Заставник прве класе      |
| Заставник                       | Заставник                                                    | Заставник                 |
| Нижи подофицири                 |                                                              |                           |
| Старији водник прве класе       | Старији водник прве класе                                    | Старији водник прве класе |
| Старији водник                  | Старији водник                                               | Старији водник            |
| Водник прве класе               | Водник прве класе                                            | Водник прве класе         |
| Водник                          | Водник                                                       | Водник                    |
| Професионални војници / морнари |                                                              |                           |
| Млађи водник                    | Млађи водник                                                 | Млађи водник              |
| Десетар                         | Десетар                                                      | Десетар                   |
| Разводник                       | Разводник                                                    | Разводник                 |
| Војник                          | Војник                                                       | Морнар                    |

## Војна Академија
| Подофицирски чинови | Кадет Старији водник прве класе | Кадет Старији водник | Кадет Водник    |
| Војнички чинови     | Кадет Млађи водник              | Кадет Десетар        | Кадет Разводник |

## Војна Гимназија и Средња стручна војна школа
| Војнички чинови | Ученик Млађи водник | Ученик Десетар | Ученик Разводник |